# Рыбинская мужская гимназия
Рыбинская мужская гимназия — уездная гимназия в Ярославской губернии Российской империи.

## История
История гимназии началась в 1875 году, когда в Рыбинске была открыта четырехклассная прогимназия. Для неё городская дума арендовала жилой дом купцов Щербаковых на улице Крестовой. Директором был  назначен  А. А. Захарбеков. В 1877 году появились пятый и шестой классы. Количество учеников прогимназии не превышало 200 человек. Статус гимназии был присвоен в 1884 году, когда количество классов увеличилось до восьми; первый гимназический выпуск состоялся в 1890 году. Для размещения седьмых и восьмых классов справа и слева от основного здания были сделаны большие пристройки. В 1885 году директором гимназии был назначен инспектор Нижегородской мужской гимназии Павел Павлович Стеблов, прадед Е. Ю. Стеблова. В 1893 году со двора к зданию гимназии был пристроен манеж для занятий физкультурой. В 1899 году в гимназии была освящена домовая церковь во имя великомученицы Татьяны.

## Выпускники
См. также Выпускники Рыбинской гимназии
В. П. Пушков отметил очень высокое отношение количества выпускников из Рыбинской гимназии к гимназистам из губернской гимназии: 198:310 = 0,64. Ни в одном из других регионов уездные училища не приближались так близко к губернским (например, Елецкая и Орловская гимназии 337 : 620 = 0,54; Вяземская и Смоленская гимназии 296:639 = 0,46)

## Директора
- 07.12.1885—1900: П. П. Стеблов
- 03.09.1900—08.10.1900 и 16.04.1904—1906: Д. В. Дубов[3]
- 22.01.1901—?: В. И. Ставичек
- 1901—1904: А. Г. Невзоров
- 29.07.1906—?: А. А. Михайлов
- 15.09.1908—1912: Е. И. Воскресенский
- 07.10.1912—1918?: А. О. Семашко